# Euchromia irus
Euchromia irus là một loài bướm đêm thuộc phân họ Arctiinae, họ Erebidae.